# Prawosławny punkt duszpasterski Kazańskiej Ikony Matki Bożej w Sant Julià de Lòria
Prawosławny punkt duszpasterski Kazańskiej Ikony Matki Bożej – placówka eparchii hiszpańsko-portugalskiej Rosyjskiego Kościoła Prawosławnego w mieście Sant Julià de Lòria w Andorze.

## Historia
Punkt duszpasterski powstał z inicjatywy katolickiego biskupa La Seu d’Urgell Joana Enrica Vives Sicília, współksięcia episkopalnego Andory, uważającego za celowe zapewnienie stałej opieki duszpasterskiej wszystkim prawosławnym mieszkańcom tego państwa, o co wystąpił z wnioskiem do prawosławnego biskupa chersoneskiego Nestora, zarządzającego eparchią obejmującą swoim zasięgiem m.in. Francję i Hiszpanię.
Pierwsza Boska Liturgia miała miejsce 22 grudnia 2012 r. (było to pierwsze prawosławne nabożeństwo na terytorium Andory). Administratorem placówki został ihumen Serafin (Pawłow), proboszcz parafii Zwiastowania w Barcelonie.
28 grudnia 2018 r. punkt duszpasterski wszedł w skład nowo utworzonej eparchii hiszpańsko-portugalskiej.

## Nabożeństwa
Nabożeństwa odbywają się raz w miesiącu w rzymskokatolickim kościele św. Męczennicy Julii w Sant Julià de Lòria.